# Вайт фон Волкенщайн-Роденег
Вайт фон Волкенщайн-Роденег (на немски: Veit von Wolkenstein-Rodenegg; * 12 ноември 1506, замък Пруг, Брук ан дер Лайта, Долна Австрия; † 19 юли 1538, Инсбрук) е австрийски фрайхер от род Волкенщайн в Тирол.

## Произход и титла
Той е син на фрайхер Михаел фон Волкенщайн († 1523) и съпругата му Барбара фон Тун († 1509), дъщеря на Виктор фон Тун († 1487). Внук е на фрайхер Освалд фон Волкенщайн-Роденег Млади († 1493/1495) и Барбара Траутзон († 1495). Племенник е на Георг фон Волкенщайн († сл. 1472), епископ на Бриксен. Роднина е на Николаус фон Волкенщайн (1587 – 1624), епископ на Кимзе (1619 – 1624).
През 1628 г. родът е издигнат на имперски граф. Правнукът му Йохан фон Волкенщайн-Роденег (1585 – 1649) е издигнат на граф.
- Дворец Роденег в Роденго
- Дворецът Пруг в Брук ан дер Лайта

## Фамилия
Вайт фон Волкенщайн-Роденег се жени на 12 януари 1528 г. за Сузана Барбара фон Велшперг (* 4 октомври 1512; † 11 август 1581, Лиенц), дъщеря на Паул фон Велшперг, господар в Ной-Разен († 1563) и Сузана Хутер фон Ванген. Те имат един син:
- Кристоф фон Волкенщайн (* 25 септември 1530; † 26 май 1600), фрайхер, женен на 16 октомври 1549 г. в Тренто за Урсула фон Шпаур-Флавон (* 11 август 1532; † 22 февруари 1575); имат двама сина и дъщеря